# 루체른구
루체른구(독일어: Luzern)는 스위스 루체른주의 이전 엠트(행정구역)였다. 인구는 176,710명(2013년 기준)이고, 18개의 지자체로 구성되어 있으며, 그중 루체른시가 가장 크고 구의 수도이다. 2013년 1월 1일 엠트는 발크라이스, 루체른 시 및 루체른 란트로 분할되었다.

## 행정구역
| 지자체         | 인구 (31 December 2017) | 면적 (km2) |
| -------------- | ----------------------- | ---------- |
| 아들리겐스빌   | 5,343                   | 6.99       |
| 바흐라인       | 6,116                   | 4.80       |
| 디에리콘       | 1,503                   | 2.78       |
| 에비콘         | 13,531                  | 9.69       |
| 기지콘         | 1,331                   | 1.08       |
| 그레펜         | 1,075                   | 5.25       |
| 호나우         | 391                     | 1.25       |
| 호르브         | 13,915                  | 20.43      |
| 크린스         | 26,997                  | 27.31      |
| 루체른         | 81,401                  | 29.04b     |
| 말터스         | 7,231                   | 28.57      |
| 메겐           | 7,138                   | 13.93      |
| 마이어슈카펠   | 1,369                   | 9.23       |
| 루트           | 4,995                   | 8.65       |
| 슈바르첸베르크 | 1,690                   | 39.31      |
| 우들리겐스빌   | 2,279                   | 6.22       |
| 피츠나우       | 1,381                   | 11.76      |
| 베기스         | 4,404                   | 25.29      |
| 루체른구       | 176,710                 | 259.92a    |

## 합병
2010년 1월 1일에 리타우 시정촌은 루체른 시정촌으로 병합되었다.